# Thomas Renault
Thomas Renault (Orléans, 5 maart 1984) is een Frans voetballer die  heel zijn carrière speelde voor US Orléans.

## Carrière
Renault speelt al heel zijn carrière voor US Orléans, hij speelde met zijn ploeg in de Ligue 2 en de Championnat National. In de laatste speelde hij kampioen in 2014, het seizoen erop degradeerde ze terug en weer een seizoen later waren ze weer gepromoveerd na een 2de plaats. Na het seizoen 2019/20 hield hij het voor bekeken en stopte als voetballer.

## Erelijst
- Championnat National: 2014